# ジョー横溝
ジョー横溝（ジョーよこみぞ、1968年4月8日 - ）は、日本のライター、ラジオDJ、構成作家、インタビュアー、MC。本名は横溝幸隆。
『君ニ問フ』編集長。ニコニコ生放送『深掘TV ver2』プロデューサー兼司会。『エアレボリューション』プロデューサー兼司会。『古谷経衡チャンネル』プロデューサー兼司会。

## 来歴
東京都八王子市大和田町出身。東京都立日野台高等学校卒業。早稲田大学文学部卒業。東京都渋谷区在住。早稲田大学在学中に友人と起業。大学卒業後に起業した会社が解散。その後様々な職種（塾講師、フォークリフトオペレーターなど）を経て、アメリカ合衆国カリフォルニア州にてアパレル業に従事する。帰国後、自らのブランドを立ち上げるなどしてアパレル会社を経営。その後、ラジオDJ、ライターに転身。2011年より雑誌「Rolling Stone 日本版」のシニアライターとなる。
ラジオDJとしては、InterFM「Timeless Piece」などのレギュラーを経て、2010年よりInterFM「THE DAVE FROMM SHOW」のレギュラーDJに抜擢される。番組メインDJのデイブ・フロムとの掛け合いでは、ライターとは思えぬ軽妙洒脱なトークスキルを見せ、番組に欠かせないキャラクターとして活躍。グレイトフル・デッドの大ファンであり、同番組内では「ガンジャマン」の愛称を持つ。また、InterFMでは2015年より佐藤タイジとの番組「Love On Music」でもDJとして活動。
ニコニコ生放送では4つのチャンネルを運営している。2017年から音楽番組「ジョー横溝チャンネル」をスタート。2018年スタートの宮台真司・ダースレイダーとの「深掘TV ver2」ではプロデューサー兼司会。2023年からは島田雅彦・白井聡と「エアレボリューション」を立ち上げ、プロデューサー兼司会を務める。2024年9月より、古谷経衡の初の冠番組「古谷経衡チャンネル」のプロデューサー兼司会を務める。
「Rolling Stone 日本版」時代から社会や政治の問題に取り組み、「DAYS JAPAN」の最後の編集長を務め、同誌の廃刊にも立ち会った。2018年には一般社団法人VOICEの代表理事に就任し、2019年にWEBメディア「君ニ問フ」を立ち上げて編集長に就任。原発、冤罪問題、死刑制度など多岐に渡る取材や社会活動を展開し、社会問題を扱うイベント及びシンポジウムの司会やジャーナリストとしても活動。
音楽イベントのMCも数多く担当している。中津川 THE SOLAR BUDOKANではMC、運営などにも携わる。佐藤タイジとは2011年の東日本大震災以降、月に一度「Live For Nippon」を開催し、MCを担当している。「FUJI ROCK FESTIVAL」や「LOUD PARK」などのMCも務める。
2022年ロシアのウクライナ侵攻を機に、ウクライナ人道支援ライヴ「PLAY FOR PEACE」を立ち上げ主催している。また、河村隆一とファッション誌「OCEANS」で、「TOKYO食文化遺産」という食レポ企画を記事とYouTubeで配信している。
2024年8月、静岡県伊豆の国市にて『RONDAN FES 2024 in IZU』を津田大介と共同で開催した。
2025年1月12日、LOFT９Shibuyaで『深掘TVver2』『エアレボリューション』『古谷経衡チャンネル』の3番組合同のトークイベントを、番組レギュラー出演陣に加え、大澤真幸、中島岳志、望月衣塑子、鈴木涼美、布施祐仁、伊勢崎賢治、紗倉まな他、豪華ゲストを迎え開催。
2025年3月2日、4回目となるウクライナ人道支援ライブ『PLAY FOR PAECE Vol4』を開催。出演は清春、友川カズキ、曽我部恵一他。

## 人物
- LUNASEA、清春、DIR EN GREYとの親交が深く、メンバーのイベントや配信番組でのMCも務める。
- 落語好きで立川談春と交流がある。
- 町中華、洋食屋、喫茶店好きで自身のInstagramに写真が度々掲載されている。

## 著書
- 『timeless piece 未来にのこしたい仕事』スペースシャワーネットワーク、2009年
- 『FREE TOKYO~フリー(無料)で楽しむ東京ガイド100』ブルース・インターアクションズ、2011年
- 『ボブ・ディラン語録―静寂なる魂の言葉』セブン&アイ出版、2016年
- 『永遠の言葉LUNA SEA』セブン＆アイ出版、2018年
- 『混沌を生き抜く ミュージックたちのコロナ禍』毎日新聞出版、2022年

## 出演

### ラジオ
- 「The Dave Fromm Show」（InterFM、2003年4月1日 - ）
- 「Love On Music」（InterFM、2015年4月4日 - ）
- 「TRill MUsic」（BSCラジオ、2019年5月10日 - ）

### ウェブ
- 「ジョー横溝チャンネル」（ニコニコ生放送、2017年3月2日 - ）
- 「深掘TV ver2」（ニコニコ生放送、2018年1月17日 - ）
- 「エアレボリューション」（ニコニコ生放送、2023年1月13日 - ）
- 「古谷経衡チャンネル」（ニコニコ生放送、2024年9月20日 - ）